# Схёйт, Паул
Паул Схёйт (нидерл. Paul Schuyt, род. 1957, Хемскерк) — нидерландский предприниматель с опытом работы в ИТ-сфере более 25 лет. На сегодняшний день Пол Схёйт возглавляет Европейскую ИТ аутсорсинговую компанию Levi9 Global Sourcing.

## Послужной список

### Levi9 Global Sourcing
1 августа 2009 Паул Схёйт был официально назначен генеральным директором компании Levi9 Global Sourcing. Пол был приглашен в компанию для совершенствования структуры компании и осуществления дальнейшего роста в ближайшие 5 лет. Успешный опыт развития одной из ведущих европейских ИТ организаций «Logica» которая по руководством Паула продемонстрировала рост прибыли с 450 миллионов Евро в 2003 к 750 миллионам Евро в 2008 способствовал позитивной прессе о правильности назначения Паула на данную должность среди ведущих нидерландских изданий.
В свою очередь Levi9 Global Sourcing получила лестные отзывы за стремительный рост и увеличения штата из 14 сотрудников в 2005 до 300 в 2009 году.

### Logica
Перед своим назначением в Levi9 Global Sourcing Паул посвятил 23 года своей профессиональной жизни ИТ конгломерату Logica — который является одной из самых больших европейских компаний, занятых в ИТ секторе с более чем 40000 штатом по всему миру. Паул начал свою карьеру в Logica с 1987 года с должности консультанта, впоследствии стремительно продолжая подъем по карьерной лестнице и занимая различные позиции. В 2003 Паул Схёйт был официально назначен генеральным директором Logica, и стал членом исполнительного комитета компании.  
Под руководством Схёйта компания значительно повысила свою бизнес активность и увеличила нидерландское подразделение до 6000 тысяч сотрудников. Паул принял активное участие в слиянии между Logica и CMG в результате чего компания стала вторым поставщиком ИТ услуг в Европе.

### TNT Post
Паул Схёйт также занимал различные позиции, включая руководящие роли в ведущей Европейской транспортной и логистической компании с TNT Post.

## Публичность
Помимо своей активной профессиональной деятельности, Паул Схёйт принимает участие в различных просветительных и публичных мероприятиях занимая различные публичные должности в ведущих торговых и некоммерческих организациях, а также являясь лектором в ведущих бизнес образовательных учреждениях Нидерландов.
Занимая должность генерального директора Levi9 Global Sourcing, Паул Схёйт в сопровождении коллег ван Волленховена и en:Menno de Jong официально открыли очередную сессию Амстердамской фондовой биржи NYSE Euronext.

## Личная жизнь
Паул проживает в небольшом городе Кастрикюм вблизи Амстердама. Активно увлекается спортом, чтением и путешествиями.